# Paula Rudall
Paula Rudall (1954) is een Britse botanica. Ze behaalde haar Bachelor of Science aan de Universiteit van Londen. Aan deze universiteit behaalde ze ook een Ph.D.
Rudall is actief als hoofd van de afdeling micromorfologie (morfologie bestudeerd door middel van microscopische studies) op het Jodrell Laboratory van Kew Gardens. Ze gebruikt micromorfologie als een bron van data in de beoordeling van homologie en fylogenie van planten. Ze houdt zich onder meer bezig met onderzoek naar systematische morfologie, pollenanalyse en anatomie in een fylogenetische en ontwikkelingsgenetische context. Ze richt zich met haar onderzoek met name op de eenzaadlobbigen, de magnoliiden en de ordes Lamiales en Malpighiales. Ander onderzoek waarmee ze zich bezighoudt, betreft de evolutiebiologie van bloemen in orchideeën en de orde Poales, organellen van eenzaadlobbigen en de evolutionaire ontwikkeling van stuifmeel.
Rudall heeft bijgedragen aan meer dan 150 artikelen in wetenschappelijke tijdschriften en boeken. Ze heeft onder meer in American Journal of Botany, Botanical Journal of the Linnean Society en International Journal of Plant Sciences gepubliceerd. Haar bekendste boek is het standaardwerk Anatomy of Flowering Plants, dat ook in het Japans is verschenen. Ze heeft meerdere wetenschappelijke conferenties medegeorganiseerd. Tussen 1990 en 2006 heeft ze in de redactie van Kew Bulletin gezeten. Ze neemt deel aan de Angiosperm Phylogeny Group.
In 2005 is Rudall onderscheiden door de Linnean Society of London met de Linnean Medal vanwege haar verdiensten voor de botanie. Ze is lid van de American Society of Plant Taxonomists en ze is corresponderend lid van de Botanical Society of America.

## Publicatie
- Anatomy of Flowering Plants: An Introduction to Structure and Development, derde editie; Paula Rudall; Cambridge University Press (2007); ISBN 0521692458